# Wohltätigkeitsvereins der Synagogengemeinde Hannover
Der Wohltätigkeitsverein (hebräisch: Chevra kadischa, zu Deutsch „Heilige Brüderschaft“) in Hannover war ein 1762 gegründeter Verein „[...] zum Studium der Thora, zur Hilfe für arme Kranke und zur Totenbestattung“ von – männlichen – Persönlichkeiten der Jüdischen Gemeinde in der Calenberger Neustadt und später auch von Hannover.

## Geschichte

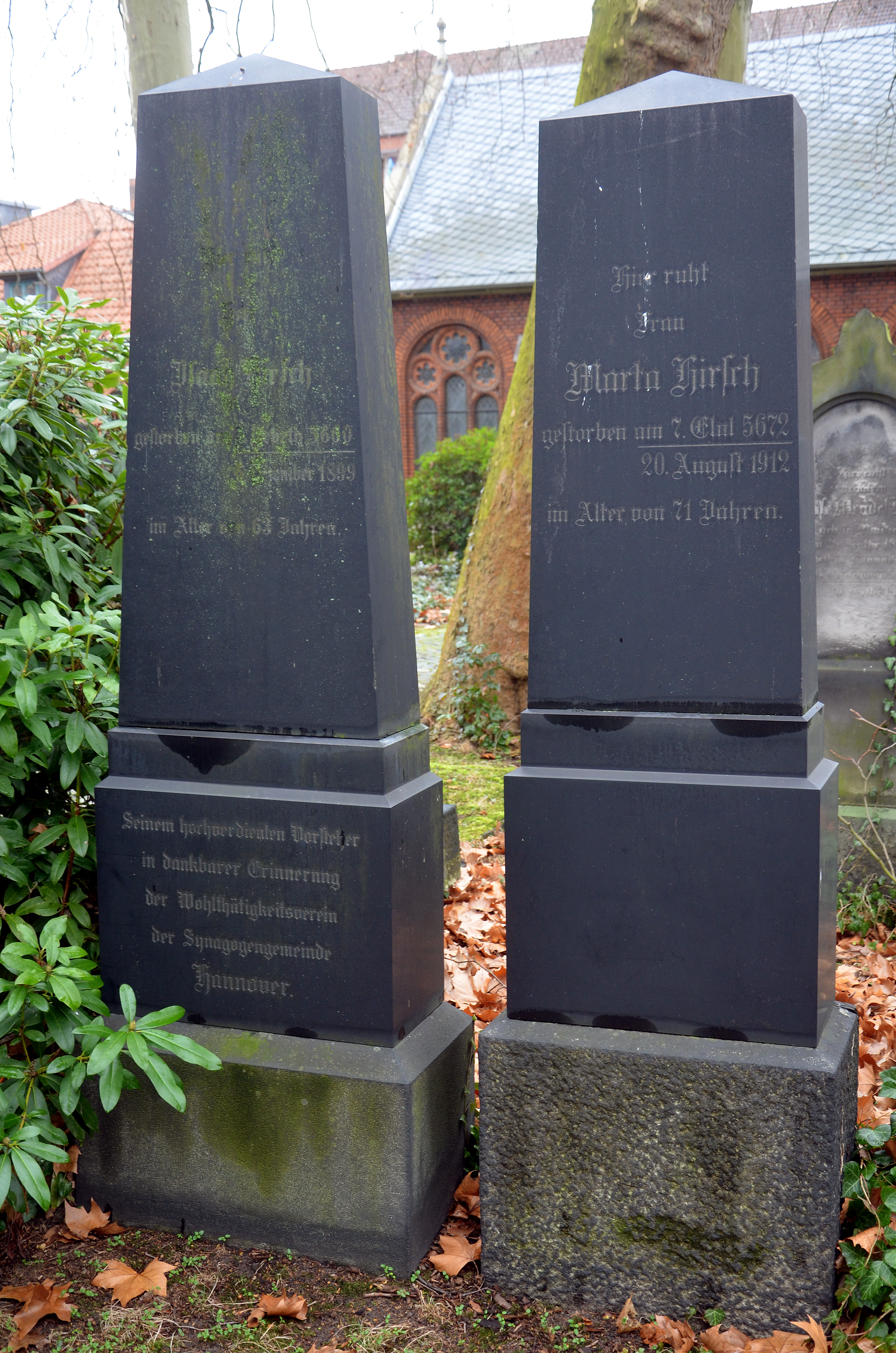
Grabmäler des Schriftstellers Isaac Hirsch (1836–1899), gestiftet „[...] dem hochverdienten Vorsteher in dankbarer Erinnerung“ vom Wohltätigkeitsverein der Synagogengemeinde Hannover, und dessen Ehefrau Martha (gestorben am 20. August 1912) auf dem Jüdischen Friedhof An der Strangriede

Der Wohltätigkeitsverein wurde am 17. Januar 1762 noch zur Zeit des Kurfürstentums Hannover gegründet. Sein vollständiger Name lautete „Heilige Bruderschaft zum Studium der göttlichen Lehre, zum Krankenbesuch und zur Wohltätigkeit (Leichenbestattung)“.
Einer der Mitbegründer war der Kammeragent David Michael David (gestorben 1766). Nachdem in der Calenberger Neustadt zur Zeit des Königreichs Hannover im Jahr 1827 eine erste neue Synagoge an der Bergstraße erbaut worden war und dort ab 1837 erstmals Predigten in deutscher Sprache gehalten wurden, wurde auch der Wohltätigkeitsverein als Körperschaft des öffentlichen Rechts anerkannt.
In Ergänzung zum Wohltätigkeitsverein wurde erst im Jahr 1845 der „Frauenverein“ gegründet als eigenständige Fürsorge-Einrichtung zur Betreuung von weiblichen Kranken und Toten der jüdischen Gemeinde Hannovers.
Bis hinein in die Zeit der Weimarer Republik Anfang der 1920er Jahre verwaltete der Wohltätigkeitsverein die drei jüdischen Friedhöfe Hannovers, also den
- Alten Jüdischen Friedhof an der Oberstraße,
- den Jüdischen Friedhof An der Strangriede,
- sowie den Jüdischen Friedhof Bothfeld.[2]

Erst 1923 übernahm die Jüdische Gemeinde Hannovers die Verwaltung ihrer Friedhöfe.